# 冷めた牛丼をほおばって
「冷めた牛丼をほおばって」（さめたぎゅうどんをほおばって）はファンキー加藤の8枚目のシングル。2017年11月8日にドリーミュージックから発売された。
「走れ 走れ」の発売から約1年振りのシングルとなる。
- TBS『COUNT DOWN TV』2017年11月度エンディングテーマとなった。

## 収録曲

### CD
1. 冷めた牛丼をほおばって [3:39]
作詞 : ファンキー加藤 作曲 : ファンキー加藤/大知正紘
2. We can Dance [3:57]
作詞 : ファンキー加藤 作曲 : ファンキー加藤/田中隼人
3. We Wish 〜聖夜の街で〜 [6:19]
作詞 : ファンキー加藤 作曲 : ファンキー加藤/soundbreakers

### DVD (初回限定盤)
- 冷めた牛丼をほおばって (Video Clip)
- 漢への道 番外編〜MV撮影への道〜